# The Electric Swing Circus
The Electric Swing Circus és una banda d'electro swing de sis membres amb seu a Birmingham, Anglaterra. Actualment, el grup està format per Vicki Olivia, Fe Salomon, Tom Hyland, Rashad Gregory i Patrick Wreford. The Electric Swing Circus es va formar el juny de 2011. L'EP de previsualització de la banda, Penniless Optimist, es va publicar el setembre de 2011, i el seu àlbum debut "Electric Swing Circus" el maig de 2013. Van llançar el seu segon àlbum "It Flew By" el gener de 2017. Van llançar el seu tercer àlbum "Pleasure Seekers" el març de 2022.

## Membres de la banda
- Vicki Olivia - Vocals
- Fe Salomon – Vocals
- Marcus Copeland – Bateria
- Tom Hyland - Guitarra i veu
- Rashad Gregory: mostres, MPC i sintetitzadors
- Patrick Wreford – Baix/Contrabaix i sintetitzador de baix
- Bridge Williams – So

## Antics membres de la banda
- Laura Owen-Wright – Vocals
- Bridget Walsh - Vocals
- Eleanor Rose - Vocals
- Chandra Walker – Bateria/tecles

## Discografia
- Penniless Optimist (2011)
- Penniless Optimist Premix EP (2011)
- The Electric Swing Circus (2013)
- Empires EP (Swingamajig Edition) (2016)
- It Flew By (2017)
- Connected/ Invisible Man (2019)
- Pleasure Seekers (2022)